# الحزب النازي الأمريكي

علم الحزب النازي الأمريكي

الحزب النازي الأمريكي (بالإنجليزية: American Nazi Party)‏ ، إن الحزب النازي الأمريكي حزبا سياسيا متطرفا مؤيدا للنازية تكون في 8 مارس 1959 بواسطة جورج لينكون روكويل. المقر الرئيسي للمنظمة كان في أرلينجتون في ولاية فيرجينيا الأمريكية.
حضر اجتماع التأسيس ستة أفراد فقط وكان الاسم الأصلي للحزب الاتحاد العالمي الحر للاشتراكيين القوميين.
- هدف روكويل النهائي كان رئاسة الولايات المتحدة وكان يتوقع الوصول لحكم فريجينيا في عام 1966 ورئاسة الولايات المتحدة في عام 1977.
- أفكار المنظمة كانت مبنية بشكل كبير على أفكار أدولف هتلر والحزب النازى في الرايخ الثالث. كان يخطط انه بمجرد الوصول للسلطة سيقوم بالقضاء على اليهود بنفس طرق هتلر وترحيل الأمريكيين من أصل أفريقى إلى دول أفريقية ويقوم بإعادة بناء الدستور الأمريكي بأصل نازي.
- في عام 1967 تم اغتيال روكويل بواسطة منشق عن الحزب الذي حكم عليه بالسجن لمدة عشرون عاماً.

بعد اغتياله تمت تسمية الحزب بحزب البيض الاشتراكي الأمريكي.
- نشر الحزب كتب تحوى رسوم كارتونية تصور العرق الأبيض وهو يحمي أطفال المدارس البيض من العنف والجهل الذي يمثلة الأمريكيين من أصل أفريقي.
- ظهرت مؤخرا منظمة جديدة تسمى الحركة القومية الاشتراكية وهي معروفة بالتطرف والفاشية أحيانا.
- الحزب النازي لأمريكي يدعي أنه منظمة تعليمية قانونية تعمل في أمريكا وتقوم بحماية الجنس الأبيض والجمهورية الآرية وقد اتخذوا شعارا لهم يسمى شعار 14 كلمة

"We must secure the existence of our people and a future for White children"
ويعرب الشعار إلى"يجب أن نحمي وجود شعبنا ومستقبل الأطفال البيض"